# Panteó (mitologia)

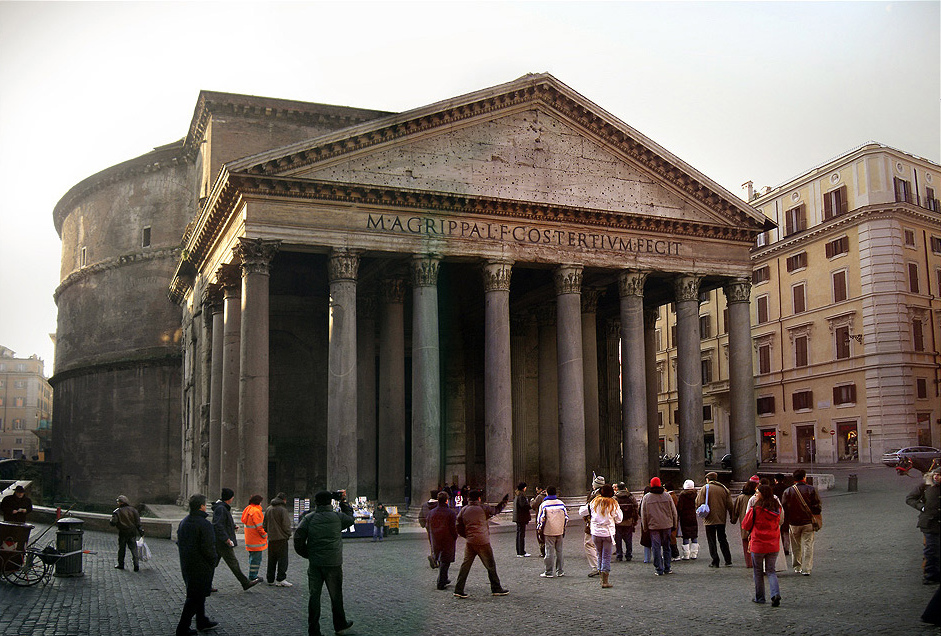
Panteó de Roma, temple dedicat a tots els déus romans

Un panteó (o bé pantèon) és el conjunt de tots els déus d'una religió o mitologia politeista particular, com els déus de l'hinduisme, la mitologia grega o la mitologia nòrdica. Prové del grec pan (παν) 'tot', i theós (θεός) 'déu'.
Pot estar jerarquitzat (amb un rei dels déus o déu suprem) o bé ser una col·lecció de déus de diferents àmbits però igual importància. Els panteons no solament ofereixen una llista de divinitats, sinó que expliciten les seves relacions a partir de mites. Sovint aquesta relació es basa en l'arbre genealògic.

## Panteons específics
- Panteó sumeri: Mitologia sumèria
- Panteó egipci: Mitologia Egípcia
- Panteó grec: Mitologia grega
- Panteó romà: Mitologia romana
- Panteó germànic: Llista dels déus germànics
- Panteó americà: Mitologia americana nativa
- Panteó català: Mitologia catalana
- Panteó basc: Mitologia basca

## Comparativa de panteons
| Grècia           | Egipte         | Roma    |
| Zeus             | Ammon          | Júpiter |
| Hera             | Mut            | Juno    |
| Posidó           |                | Neptú   |
| Hermes Psicopomp | Anubis         | Mercuri |
| Hèlios           | Ra-Aton-Khepri | Febus   |
| Àrtemis          | Bastet         | Diana   |
| Afrodita         | Hathor         | Venus   |
| Apol·lo          | Hor            | Apol·lo |
| Demèter          | Aset           | Ceres   |
| Pan              | Min            | Faune   |
| Ilitia           | Nekhbet        | Lucina  |
| Leto             | Buto           | Latona  |
| Hades            | Ausare         | Plutó   |
| Hefest           | Ptah           | Vulcà   |
| ?                | Renenutet      | ?       |
| Dionís           | Serapis        | Bacus   |
| Tifó             | Seth           | Tifó    |
| Hermes           | Thot           | Mercuri |
| Ares             | Menthu         | Mart    |
| Cronos           | ?              | Saturn  |
| Pan              | Sobek          | Faune   |